# Serrat dels Ginebres
La serrat dels Ginebres és una serra a cavall dels municipis de Rellinars i de Vacarisses a la comarca del Vallès Occidental, amb una elevació màxima de 615 metres.